# West Lancashire Football League
West Lancashire Football League là một giải bóng đá bao phủ phía Bắc nước Anh, gồm 5 hạng đấu – 3 hạng cho đội chính (Premier, One và Two), 2 hạng cho đội dự bị. Hiện tại giải đấu được tài trợ bởi trạm radio ở Lancaster The Bay. Hạng đấu cao nhất, Premier Division, nằm ở Bậc 7 trong National League System và góp đội cho North West Counties Football League.

## Lịch sử
Giải đấu được thành lập năm 1904, mặc dù 1905–06 mới là mùa giải đầu tiên. Lúc đầu giải có tên là Preston & District Combination, các câu lạc bộ nằm trong bán kính 10 dặm từ Preston. Sau đó năm 1908, giải đổi tên thành West Lancashire League và phạm vi ngày càng được mở rộng. Lúc đầu nó chỉ là giải đấu cho các câu lạc bộ nghiệp dư, nhưng từ thập niên 1920 nhưng sau đó có các đội ‘A’ của các câu lạc bộ chuyên nghiệp từ Football League, tiếp diễn cho đến đầu thập niên 1950. Tuy nhiên, sự thành lập Lancashire League có nghĩa rằng một số đội bóng ở Football League thay đổi bổn phận của mình. Giải West Lancashire League khủng hoảng trong vài năm, đến năm 1954 thì bị giải thể.
Giải đấu được tái lập năm 1959, với một số ít đội bóng ở vùng Blackpool. Giải tiếp tục mở rộng, đến mùa giải 1964–65 có 2 hạng đấu. Giải đấu thay đổi các đội bóng liên tục nhưng vẫn tiếp tục mở rộng, và kết quả là một hạng đấu thứ ba được thành lập ở mùa giải 1998–99. Bây giờ giải đấu đang bao phủ toàn bộ vùng Lancashire hiện đại, thêm các vùng Cumbria, Greater Manchester, Merseyside, và thậm chí là West Yorkshire.
Ở các mùa giải trước giải đấu có cả đội bóng cũ của Football League là Nelson và tiền nhân của đội bóng Football League hiện tại, Morecambe.

## Các câu lạc bộ hiện tại

### Premier Division
- Blackpool Wren Rovers
- Burnley United
- Charnock Richard
- Coppull United
- Crooklands Casuals
- Eagley
- Euxton Villa
- Fulwood Amateurs
- Garstang
- Hesketh Bank
- Longridge Town
- Lostock St. Gerards
- Slyne-with-Hest
- Southport Hesketh
- Thornton & Cleveleys
- Vickerstown

### Division One
- Askam United
- Burscough Richmond
- Dalton United
- GSK Ulverston Rangers
- Haslingden St. Mary's
- Hawcoat Park
- Hurst Green
- Ladybridge
- Lytham Town
- Mill Hill St. Peters
- Poulton
- Tempest United
- Turton
- Wyre Villa

### Division Two
- Bolton County
- Chew Moor Brook
- Croston Sports
- Furness Cavaliers
- Furness Rovers
- Kendal County
- Leyland United
- Millom
- Milnthorpe Corinthians
- Stoneclough
- Swarthmoor Social
- Walney Island

## Các đội vô địch West Lancashire League
| 1905–06   | Coppull Central                      |                          |                          |
| 1906–07   | Great Harwood                        |                          |                          |
| 1907–08   | Southport Park Villa                 |                          |                          |
| Mùa giải  | (với tên gọi West Lancashire League) |                          |                          |
| 1908–09   | Leyland                              |                          |                          |
| 1909–10   | Longridge                            |                          |                          |
| 1910–11   | Horwich RMI                          |                          |                          |
| 1911–12   | Higher Walton Albion                 |                          |                          |
| 1912–13   | Hamilton Central                     |                          |                          |
| 1913–14   | Horwich RMI                          |                          |                          |
| 1914–15   | Leyland                              |                          |                          |
| 1919–20   | Leyland                              |                          |                          |
| 1920–21   | Leyland Motors                       |                          |                          |
| 1921–22   | Croston                              |                          |                          |
| 1922–23   | Accrington Stanley Dự bị             |                          |                          |
| 1923–24   | Croston                              |                          |                          |
| 1924–25   | Fleetwood Dự bị                      |                          |                          |
| 1925–26   | Lancaster Town Dự bị                 |                          |                          |
| 1926–27   | Breightmet United                    |                          |                          |
| 1927–28   | Burnley 'A'                          |                          |                          |
| 1928–29   | Lancaster Town Dự bị                 |                          |                          |
| 1929–30   | Chorley Dự bị                        |                          |                          |
| 1930–31   | Bolton Wanderers 'A'                 |                          |                          |
| 1931–32   | Westhoughton                         |                          |                          |
| 1932–33   | Chorley Dự bị                        |                          |                          |
| 1933–34   | Calderstones                         |                          |                          |
| 1934–35   | Whittingham CMH                      |                          |                          |
| 1935–36   | Bolton Wanderers 'A'                 |                          |                          |
| 1936–37   | Whittingham CMH                      |                          |                          |
| 1937–38   | Bolton Wanderers 'A'                 |                          |                          |
| 1938–39   | Burnley 'A'                          |                          |                          |
| 1946–47   | Blackpool 'A'                        |                          |                          |
| 1947–48   | Morecambe Dự bị                      |                          |                          |
| 1948–49   | Blackpool 'A'                        |                          |                          |
| 1949–50   | Burnley 'A'                          |                          |                          |
| 1950–51   | Blackburn Rovers 'A'                 |                          |                          |
| 1951–52   | Blackburn Rovers 'A'                 |                          |                          |
| 1952–53   | Blackburn Rovers 'A'                 |                          |                          |
| 1953–54   | Preston North End 'A'                |                          |                          |
| 1959–60   | Fleetwood Dự bị                      |                          |                          |
| 1960–61   | Blackpool Mechanics                  |                          |                          |
| 1961–62   | Blackpool Mechanics                  |                          |                          |
| 1962–63   | Vickers Sports                       |                          |                          |
| 1963–64   | Lancashire Constabulary              |                          |                          |
| Mùa giải  | Division One                         | Division Two             |                          |
| 1964–65   | Lancashire Constabulary              | Heyhouses                |                          |
| 1965–66   | Vickers Sports                       | Layton Institute Dự bị   |                          |
| 1966–67   | Layton Institute                     | Lytham St Annes YMCA     |                          |
| 1967–68   | Penwortham Hill Rovers               | Norcross & Warbreck      |                          |
| 1968–69   | Great Harwood Dự bị                  | Longridge United         |                          |
| 1969–70   | Wren Rovers                          | Wigan Technical College  |                          |
| 1970–71   | Wren Rovers                          | Colne Dynamoes           |                          |
| 1971–72   | Colne Dynamoes                       | Padiham                  |                          |
| 1972–73   | Colne Dynamoes                       | Trimpell                 |                          |
| 1973–74   | Colne Dynamoes                       | Colne British Legion     |                          |
| 1974–75   | Colne Dynamoes                       | Corinthians              |                          |
| 1975–76   | Springfields                         | Dalton United            |                          |
| 1976–77   | Blackpool Rangers                    | Padiham                  |                          |
| 1977–78   | Springfields                         | Harwood Wellington       |                          |
| 1978–79   | Blackpool Rangers                    | Penwortham Hill Rovers   |                          |
| 1979–80   | Freckleton                           | Squires Gate             |                          |
| 1980–81   | Freckleton                           | Haslingden               |                          |
| 1981–82   | Freckleton                           | Barnoldswick Park Rovers |                          |
| 1982–83   | Blackpool Rangers                    | ICI Thornton             |                          |
| 1983–84   | Dalton United                        | Colne Dynamoes Dự bị     |                          |
| 1984–85   | Dalton United                        | Anchor Cables            |                          |
| 1985–86   | BAC Preston                          | Kirkham Town             |                          |
| 1986–87   | Holker Old Boys                      | Royal Ordnance           |                          |
| 1987–88   | BAC Preston                          | Turton                   |                          |
| 1988–89   | BAC Preston                          | Wyre Villa               |                          |
| 1989–90   | Colne Dynamoes Dự bị                 | Burnley Bank Hall        |                          |
| 1990–91   | BAC Preston                          | Eagley                   |                          |
| 1991–92   | Burnley Bank Hall                    | ICI Thornton             |                          |
| 1992–93   | Vickers Sports Club                  | Leyland DAF              |                          |
| 1993–94   | Burnley United                       | Lancashire Constabulary  |                          |
| 1994–95   | Fulwood Amateurs                     | Wyre Villa               |                          |
| 1995–96   | Springfields                         | Lansil                   |                          |
| 1996–97   | Wyre Villa                           | Fleetwood Hesketh        |                          |
| 1997–98   | Charnock Richard                     | Vickers Sports Club      |                          |
| Mùa giải  | Premier Division                     | Division One             | Division Two             |
| 1998–99   | Fulwood Amateurs                     | Barnoldswick United      | Blackpool Wren Rovers    |
| 1999–2000 | Kirkham & Wesham                     | Padiham                  | Burnley Belvedere        |
| 2000–01   | Kirkham & Wesham                     | Blackpool Wren Rovers    | Crooklands Casuals       |
| 2001–02   | Kirkham & Wesham                     | Milnthorpe Corinthians   | Coppull United           |
| 2002–03   | Charnock Richard                     | Coppull United           | Lytham St. Anne's        |
| 2003–04   | Kirkham & Wesham                     | Hesketh Bank             | Crosshills               |
| 2004–05   | Kirkham & Wesham                     | Lytham St Annes          | Haslingden St. Mary's    |
| 2005–06   | Kirkham & Wesham                     | Haslingden St. Mary's    | Trimpell                 |
| 2006–07   | Kirkham & Wesham                     | Poulton Town             | Vickerstown Cricket Club |
| 2007–08   | Garstang                             | Stoneclough              | Crooklands Casuals       |
| 2008–09   | Charnock Richard                     | Tempest United           | Thornton & Cleveleys     |
| 2009–10   | Blackpool Wren Rovers                | Thornton & Cleveleys     | BAC//EE/Springfields     |
| 2010–11   | Blackpool Wren Rovers                | Burnley United           | Lytham Town              |
| 2011–12   | Charnock Richard                     | Longridge Town           | Ambleside United         |
| 2012–13   | Charnock Richard                     | Norcross & Warbreck      | Hurst Green              |
| 2013–14   | Charnock Richard                     | Hesketh Bank             | Askam United             |
| 2014–15   | Charnock Richard                     | Fulwood Amateurs         | Haslingden St Mary's     |

## Các câu lạc bộ đang thi đấu ở các cấp độ cao hơn
| Câu lạc bộ            | Thời điểm rời giải | Bình luận |
| --------------------- | ------------------ | --- |
| Blackpool Mechanics   | 1962               | Gia nhập Lancashire Combination. Hiện tại đang thi đấu ở North West Counties League Premier Division và có tên là AFC Blackpool.         |
| Blackpool Wren Rovers | 1972               | Gia nhập Lancashire Combination, sau đó thi đấu ở North West Counties League. Hiện tại đang về chơi ở West Lancashire League.            |
| Colne Dynamoes        | 1975               | Gia nhập Lancashire Combination, sau đó thi đấu ở North West Counties League và Northern Premier League. Giải thể năm 1990.              |
| Holker Old Boys       | 1991               | Gia nhập North West Counties League. Hiện tại đang chơi ở North West Counties Football League First Division.                            |
| Squires Gate          | 1991               | Gia nhập North West Counties League. Xuống hạng North West Counties Football League First Division năm 2013.                             |
| Nelson                | 1992               | Trở lại North West Counties League. Rút lui khỏi North West Counties Football League Premier Division năm 2010. Gia nhập NWCFL năm 2011. |
| Padiham               | 2000               | Gia nhập North West Counties League. Thăng hạng Northern Premier League Division One North năm 2013.                                     |
| Kirkham & Wesham      | 2007               | Gia nhập North West Counties League. Hiện tại đang chơi ở Conference North, có tên gọi AFC Fylde.                                        |
| Barnoldswick Town     | 2009               | Gia nhập North West Counties League. Hiện tại đang chơi ở North West Counties Football League Premier Division.                          |
| AFC Darwen            | 2010               | Trở lại North West Counties League. Hiện tại đang chơi ở North West Counties Football League First Division.                             |